# 関東鍼灸専門学校

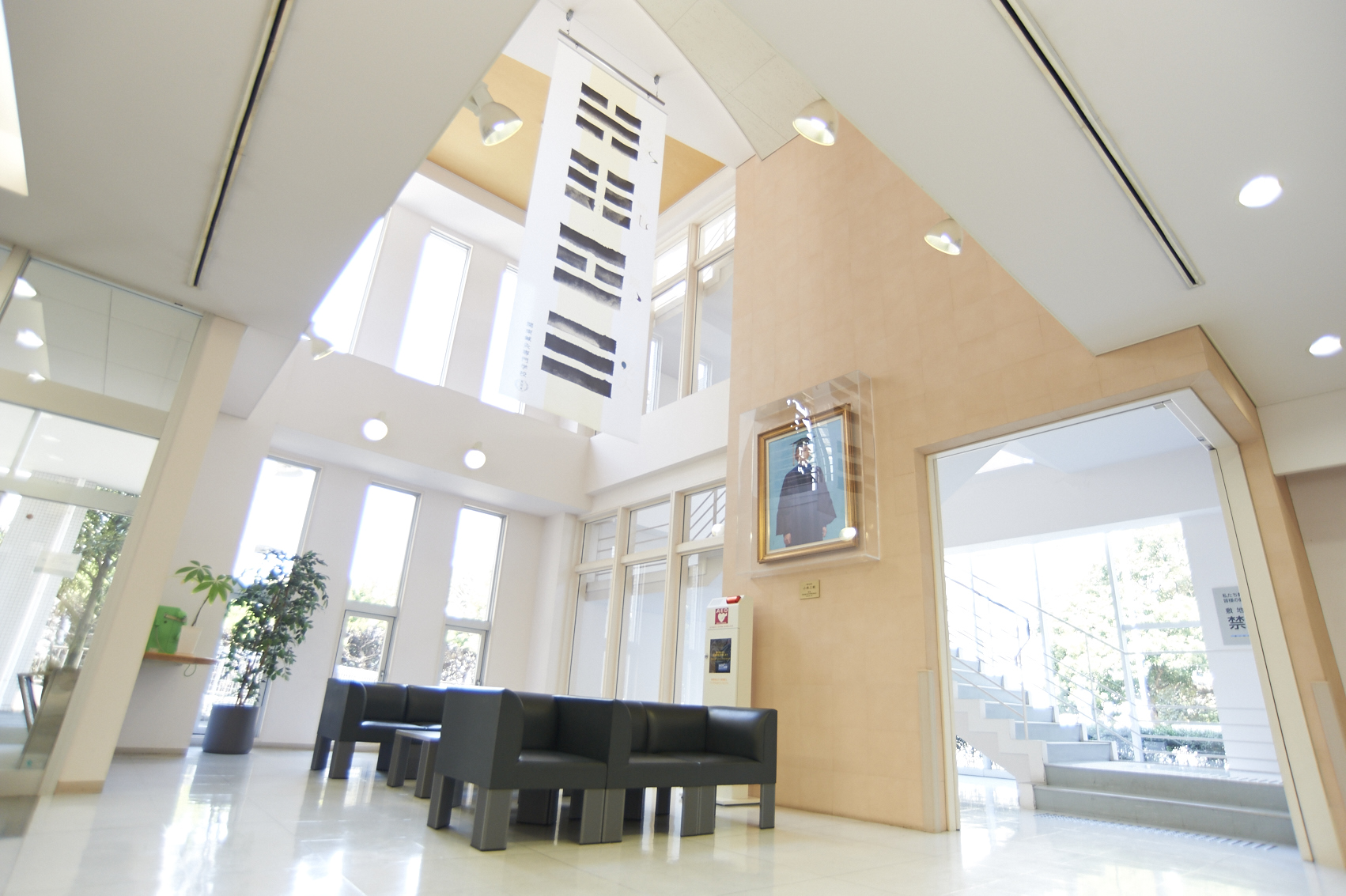
関東鍼灸専門学校

関東鍼灸専門学校（かんとうしんきゅうせんもんがっこう）は、千葉県千葉市美浜区にある学校法人関東医療学園が運営する鍼灸専門学校である。

## 沿革
- 1976年（昭和51年）2月 - 厚生大臣認定　はり師、きゆう師養成施設　関東鍼灸専門学校　設置者 小林敏夫（小林三剛）
- 1976年（昭和51年）3月 - 千葉県知事認可　千葉県第1号専修学校制度（医療専門課程）による 関東鍼灸専門学校の設置
- 1995年（平成 7年）4月- 千葉県知事 学校法人関東医療学園認可
- 1996年（平成 8年）3月 - 文部省告示第84号の認定による専門士称号を授与
- 2001年（平成13年）2月 - 千葉市美浜区若葉に新校舎完成

## 設置学科・定員・修業年限
- はり・きゅう科（昼間部・夜間部）：各科各学年30名・3ヶ年

## 卒業時の取得資格
- はり・きゅう科（昼間部・夜間部）： はり師・きゅう師の国家試験受験資格

## アクセス
〒261-0014 千葉県千葉市美浜区若葉2-9-2
- JR総武線（各駅停車）幕張駅南口から徒歩13分
- JR京葉線海浜幕張駅北口から徒歩15分